# Jope Namawa
Jope Namawa (4 de mayo de 1974) es un exfutbolista fiyiano que jugaba como defensor.

## Carrera
Desde el año 2000 hasta el fin de su carrera, en 2012, jugó en el Ba FC.

### Clubes
| Club                    | País | Año         |
| ----------------------- | ---- | ----------- |
| Ba Football Association | Fiyi | 2000 - 2012 |

### Selección nacional
Con la camiseta de Fiyi disputó la Copa de las Naciones de la OFC 2002.